# Víctor Manuel Mena Coto
Víctor Manuel Mena Coto, más conocido como Víctor Mena (Los Palacios y Villafranca, provincia de Sevilla, 24 de febrero de 1995) es un futbolista español que juega de lateral izquierdo o interior izquierdo para el UCAM Murcia CF de la Segunda Federación.

## Carrera deportiva
Nacido en Los Palacios, Mena entró a formar parte de la cantera del Sevilla FC, siendo su primer equipo como sénior el Sevilla C con el que debutó el 28 de septiembre de 2013.
El 10 de agosto de 2015, fichó por el CD San Roque de Lepe. Equipo que dejó el 8 de junio de 2016 para fichar por el Córdoba Club de Fútbol "B".
Después de una gran temporada con el Córdoba Club de Fútbol "B", Víctor debuta con el primer equipo en la última jornada de la Segunda División de España 2016-17 en una victoria por 2-1 frente al Girona FC. Después realizó la pretemporada 2017-18 con el primer equipo.
Su primer partido oficial con el Córdoba en la nueva temporada fue contra el Lorca FC en la Copa del Rey el 6 de septiembre de 2017, mientras que su primer partido de Liga fue contra el AD Alcorcón, en un partido que terminó con victoria para su equipo (3-0). 
En dos temporadas disputó 70 encuentros con el Córdoba Club de Fútbol "B" y 5 más con el primer equipo cordobés en Segunda División.
En la temporada 2018-19, firmó en calidad de cedido por el Salamanca CF UDS de la Segunda División B de España.
En julio de 2019, tras finalizar contrato con el Córdoba Club de Fútbol, firmó por la UD Melilla de la Segunda División B de España.
En enero de 2021, fichó por el R. B. Linense, donde jugaría durante dos temporadas y media en los que ha disputó 47 encuentros y logró el ascenso a Primera RFEF con el conjunto linense.
El 16 de enero de 2023, firma por el UCAM Murcia CF para jugar en la Segunda Federación.

## Clubes
- Sevilla C (2013-2015)
- CD San Roque de Lepe (2015-2016)
- Córdoba Club de Fútbol "B" (2016-2018)
- Salamanca CF UDS (2018-2019)
- Unión Deportiva Melilla (2019-2021)
- R. B. Linense (2021-2022)
- UCAM Murcia CF (2023- )